# Rochefort-en-Valdaine
Rochefort-en-Valdaine é uma comuna francesa na região administrativa de Auvérnia-Ródano-Alpes, no departamento de Drôme. Estende-se por uma área de 12,8 km². Em 2010 a comuna tinha 368 habitantes (densidade: 28,8 hab./km²).